# Mazax leonidas
Espèce
Mazax leonidas est une espèce d'araignées aranéomorphes de la famille des Corinnidae.

## Distribution
Cette espèce est endémique de Colombie. Elle se rencontre dans les départements d'Antioquia et de Caldas,.

## Description
Le mâle holotype mesure 5,01 mm et la femelle paratype 6,52 mm.

## Systématique et taxinomie
Cette espèce a été décrite par Silva-Junior, Martínez, Villarreal et Bonaldo en 2024.

## Étymologie
Cette espèce est nommée en l'honneur de Léonidas Ier de Sparte.

## Publication originale
- Silva-Junior, Martínez, Villarreal & Bonaldo, 2024 : « Two fancy spines and a collar: a taxonomic review of the myrmecomorphic spider genus Mazax O. Pickard-Cambridge, 1898 (Araneae: Corinnidae: Castianeirinae) in South America. » European Journal of Taxonomy, vol. 968, p. 219-255 (texte intégral).